# Incestophantes australis
Incestophantes australis là một loài nhện trong họ Linyphiidae.
Loài này thuộc chi Incestophantes. Incestophantes australis được miêu tả năm 2009 bởi Gnelitsa.